# Врхоле при Лапорју
Врхоле при Лапорју (словен. Vrhole pri Laporju) је насељено место у општини Словенска Бистрица, Подравска регија, Словенија.

## Историја
До територијалне реорганизације у Словенији било је у саставу старе општине Словенска Бистрица.

## Становништво
У попису становништва из 2011. године, Врхоле при Лапорју је имало 167 становника.
| Број становника према пописима | Број становника према пописима | Број становника према пописима |
| ------------------------------ | ------------------------------ | ------------------------------ |
| 1991                           | 2002                           | 2011                           |
| 154                            | 150                            | 167                            |

Напомена: До 1953. исказивано под именом Врхоле. Године 2017. извршена је мала размена територија између насеља Врхоле при Лапорју и Штатенберг (Маколе).